# Hans Hartmann von Ow-Wachendorf

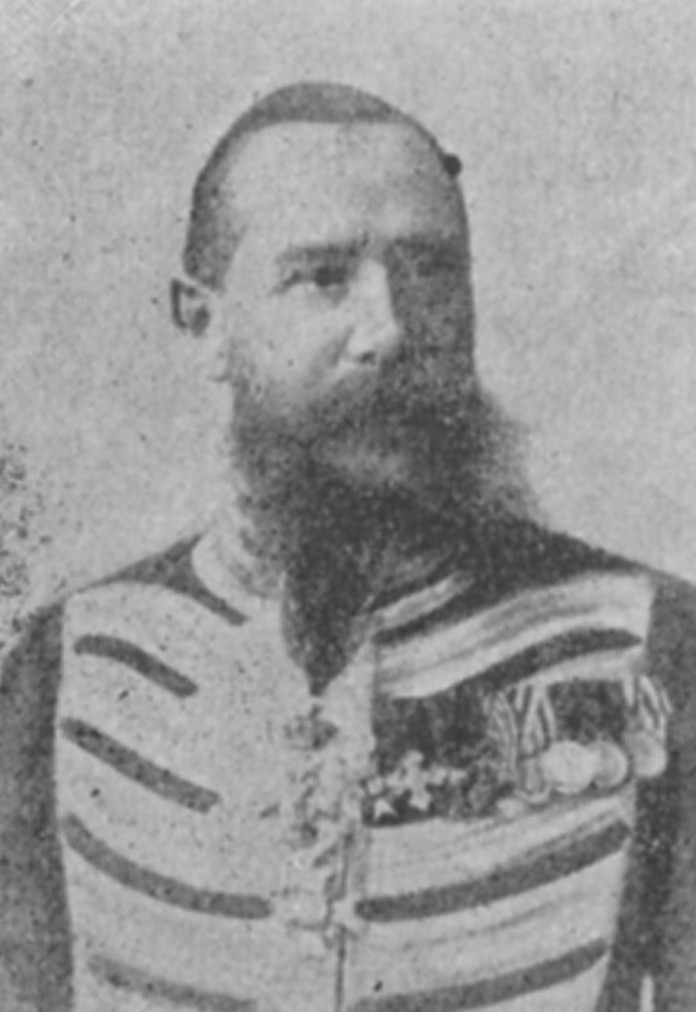
Hans Hartmann Freiherr von Ow-Wachendorf, um 1895

Hans Hartmann Freiherr von Ow-Wachendorf (* 27. Juli 1882 in Wachendorf bei Horb am Neckar; † 25. November 1966 ebenda) war ein deutscher Jurist, Diplomat und Majoratsherr. 

## Familie
Hans Hartmann von Ow-Wachendorf wurde auf dem Familiengut Wachendorf in Württemberg als Sohn von Hans-Otto von Ow-Wachendorf und Eleonora geb. Freiin von Soden geboren. Sein Vater war Königlich Württembergischer Kammerherr und Staatsrat und Präsident der Zentralstelle für Landwirtschaft. Außerdem war er von 1876 bis 1906 ritterschaftliches Mitglied der ersten Kammer der württembergischen Landstände und von 1878 bis 1880 Mitglied des Reichstages.
Im Oktober 1920 heiratete er Margarethe Freiin von Hornstein, welche früh verstarb. Mit ihr hatte er drei Söhne: Hubertus, Manfred und Sigurd. Im August 1942 heiratete er in zweiter Ehe Olga geb. Freiin Ebner von Eschenbach.

## Leben
Nach dem Abitur am Eberhard-Ludwigs-Gymnasium in Stuttgart im Jahre 1901 studierte er Rechtswissenschaften an den Universitäten Lausanne, Berlin, München und Tübingen. Während seines Studiums in Lausanne wurde er Mitglied der Société d’Étudiants Germania Lausanne. Ab 1905 war er Referendar im Justiz- und Verwaltungsdienst und absolvierte 1907 sein 2. juristisches Staatsexamen. Anschließend war er ab 1908 als Kammerjunker seiner Majestät des König Wilhelms II. von Württemberg tätig.
Im April 1908 erfolgte außerdem seine Einberufung in den Auswärtigen Dienst (diplomatische Laufbahn). Er war zunächst als Regierungsassessor und als Attaché bei der deutschen Botschaft in London im Vereinigten Königreich und ab 1909 bei der deutschen Gesandtschaft im Generalkonsulat in Sofia im Königreich Bulgarien tätig. 
1910 wurde er zum Legationssekretär ernannt und an die Deutsche Botschaft in St. Petersburg im Russischen Reich entsandt. Dort nahm er die Geschäfte des 3. Sekretärs wahr. Ab 1911 war er bei der preußischen Gesandtschaft in Santiago de Chile (Chile) tätig, war von 1914 bis 1917 deutscher Geschäftsträger in Montevideo (Uruguay) und nachdem er zum Legationsrat befördert wurde, wurde er von 1917 bis 1919 wieder nach Santiago de Chille entsandt. 1920 war er bei der Abteilung IV., der Nachrichtenabteilung des Auswärtigen Amtes, zuständig für Amerika, Spanien und Portugal und ab 1921 beim Deutschen Generalkonsulat in Triest (Italien) beschäftigt.
1921 schied er aus dem Diplomatischen Dienst aus und bewirtschaftete als Majoratsherr das Familiengut auf Wachendorf.